# Бозарал (озеро, Григорьевский сельский округ)
Бозарал (каз. Бозарал) — озеро в Григорьевском сельском округе Аккайынского района Северо-Казахстанской области Казахстана. Находится в 12 км к западу от села Полтавка. В 3 км к югу от села Кенжегалы.
По данным топографической съёмки 1940-х годов, площадь поверхности озера составляет 2,61 км². Наибольшая длина озера — 2,1 км, наибольшая ширина — 2 км. Длина береговой линии составляет 6,8 км, развитие береговой линии — 1,17. Озеро расположено на высоте 131,4 м над уровнем моря.